# Euquir de Cròpia
Euquir (grec antic: Εὔχειρ, llatí: Eucheir), fill d'Eubúlides de Cròpia, va ser un escultor atenès natural del dem de Cròpia, que va fer unes estàtues de marbre d'Hermes que eren al temple de Fèneos, a Arcàdia, segons la descripció de Pausànies. S'han trobat algunes inscripcions a Atenes que l'esmenten.